# Акаст
Акаст (др.-греч. Ἄκαστος) — персонаж греческой мифологии из фессалийского цикла, сын Пелия, царь Иолка. Участвовал в походе аргонавтов и калидонской охоте, был убит Пелеем.

## В мифологии
Акаст был единственным сыном царя Иолка Пелия и его жены (Анаксибии, дочери Бианта, или Филомахи, дочери Амфиона и Ниобы), братом трёх, четырёх или пяти Пелиад. Когда Пелий отправил своего племянника Ясона на корабле «Арго» в Колхиду за золотым руном, Акаст последовал за Ясоном. Псевдо-Гигин в связи с этим уточняет, что двоюродные братья были друзьями, Валерий Флакк и автор схолиев к Аполлонию Родосскому — что Акаст присоединился к аргонавтам против воли отца. В описаниях похода этот герой выглядит как статист. Вскоре после благополучного возвращения царевича домой Пелий был убит своими дочерьми из-за козни жены Ясона Медеи. Тогда Акаст изгнал Ясона (по альтернативной версии тот добровольно ушёл в изгнание) и стал царём Иолка. В память об отце он устроил роскошные похоронные празднества с играми.
Акаст упоминается у Овидия как участник охоты на чудовищного калидонского вепря в Этолии. С его именем связан и ещё один сюжет. Царь Иолка очистил от скверны Пелея Эакида, случайно убившего своего тестя. Жена Акаста влюбилась в Пелея и призналась ему в своих чувствах, но тот её отверг; тогда она заявила мужу, будто Пелей пытался её соблазнить. Акаст взял Эакида с собой на охоту на гору Пелион и там бросил его спящим, предварительно спрятав его меч в коровьем навозе. На Пелея напали кентавры. Оставшийся безоружным, он смог спастись благодаря помощи Хирона, а после этого взял Иолк штурмом и убил Акаста вместе с его женой.
Псевдо-Аполлодор называет супругой Акаста Астидамию, Пиндар и автор схолиев к Аристофану — Ипполиту. Дочерьми Акаста были Стеропа, Сфенела и Лаодамия.
Один из античных авторов, упомянутый у Плутарха Мнасигитон, называет Акаста царём не Иолка, а Фер; в Иолке, по его словам, правил двоюродный брат Акаста Адмет.

## В искусстве
Известно, что античный художник Микон изобразил Акаста наряду с прочими аргонавтами на одной из своих картин, хранившихся в храме Диоскуров в Афинах. По словам Павсания, «всё внимание художника на этой картине обращено на Акаста и на коней Акаста». Состязания, устроенные героем в память об умершем отце, часто привлекали внимание поэтов и художников исторической эпохи. О них писал Стесихор, эти игры были изображены на подножии трона Аполлона Амиклейского (художник Батикл) и на ларце Кипсела, хранившемся в Олимпии.
Акаст изображён в числе других участников калидонской охоты на одной из античных ваз.
Акаст был персонажем трагедий Софокла и Еврипида под названием «Пелей» (обе утрачены).